# Jonas Devouassoux
Pour les articles homonymes, voir Devouassoux (homonymie).
Jonas Devouassoux, né le 23 octobre 1989 à Chamonix-Mont-Blanc, est un skieur français spécialiste du skicross.
Il est l'arrière-petit-fils du hockeyeur olympique Michel Paccard.

## Carrière
Avant de se consacrer au skicross, Jonas Devouassoux prend part à des compétitions de ski alpin. Il débute en Coupe du monde, en décembre 2010 à Innichen et participe quelques semaines plus tard à ses premiers Championnats du monde. Le 7 décembre 2013, il obtient son premier résultat international en remportant la manche de Coupe du monde disputée à Nakiska devant Armin Niederer et Brady Leman, ce qui lui permettra de décrocher sa qualification pour les prochains Jeux olympiques de Sotchi en 2014.  
Jonas Devouassoux y obtient une 10e place. 
Durant sa carrière, il a pris 79 départs en Coupe du monde et 4 participations aux Championnats du Monde. 
Parallèlement à sa carrière sportive, il a étudié les sciences politiques à l'IEP Paris. 

## Palmarès

### Championnats du monde
| Édition/Discipline             | skicross |
| Mondiaux 2011 à Deer Valley    | 13e      |
| Mondiaux 2013 à Voss-Myrkdalen | 25e      |
| Mondiaux 2015 à Kreischberg    | 6e       |
| Mondiaux 2017 à Sierra Nevada  | 13e      |

### Six Coupes du monde
- Meilleur classement général skicross : 9e en 2017
- Cinq podiums dont une victoire.

### Championnats de France Elite
- Champion de France en 2012